# Longevelle-sur-Doubs
Longevelle-sur-Doubs è un comune francese di 647 abitanti situato nel dipartimento del Doubs nella regione della Borgogna-Franca Contea.

## Società

### Evoluzione demografica
Abitanti censiti